# Litsea albescens
Litsea albescens là loài thực vật có hoa trong họ Nguyệt quế. Loài này được (Hook. f.) D.G. Long miêu tả khoa học đầu tiên năm 1984.